# 書き込みをしている幼子といる聖母
『書き込みをしている幼子といる聖母』（かきこみをしているおさなごといるせいぼ、伊：Madonna col Bambino scrivente）は、イタリアのルネサンス期の画家、ピントゥリッキオが1494年から1498年ごろに描いた板上の油彩画である。米国のフィラデルフィア美術館に収蔵されている。
本作は、ピントゥリッキオの『平和の聖母』（1490年ごろ）から派生したもので、あまり教養のない依頼者 (おそらく個人の家族) のために簡略化されている。聖母マリアは一種の桶の上に座って、幼子イエス・キリストに本を差し出し、イエスは本に書き込みをしている。イエスの衣服は、おそらくローマででピントゥリッキオが見た後期ビザンチン絵画のモザイクに触発されている。
背景には、エジプトへの逃避の小さな情景と左右対称に二本の木があり、そのうちの一本は殉教の象徴であるヤシの木である。